# Violette Nozière
Violette Nozière é um filme de drama francês de 1978, dirigido por Claude Chabrol.